# Sheila Armstrong
Dorothy Sheila Armstrong (Upland, 26 novembre 1949 – Los Angeles, 18 maggio 2010) è stata una schermitrice statunitense.

## Biografia
Ha partecipato ai Giochi della XXI Olimpiade di Montréal nel 1976.

## Palmarès
In carriera ha conseguito i seguenti risultati:
- Giochi Panamericani:

Città del Messico 1975: bronzo nel fioretto a squadre.